# Parafia św. Katarzyny Panny i Męczennicy w Kamionce Małej
Parafia św. Katarzyny Panny i Męczennicy w Kamionce Małej - parafia rzymskokatolicka, należąca do dekanatu ujanowickiego w diecezji tarnowskiej. Opiekę nad nią sprawują księża diecezjalni.
Odpust parafialny obchodzony jest 25 listopada. 
Proboszczem parafii był od 2025 ks. Stanisław Węgrzyn. Od 2025 proboszczem parafii jest ks. Hieronim Kosiarski. 

## Historia

### Legendy
Z parafią i kościołem w Kamionce Małej związane są dwie legendy:
- w miejscu, gdzie stoi teraz kościół, znajdować się miała pustelnia Katarzyny - uczennicy świętych pustelników Świerada i Justa[4][5];
- w miejscu tym miał się objawić cudowny posąg św. Katarzyny, który siostry Klaryski kilkakrotnie próbowały przenieść do swego klasztoru w Starym Sączu. Posąg jednak za każdym razem wracał na to samo miejsce. Obecnie figura ta znajduje się w ołtarzu głównym kościoła[6][5].

### Dzieje parafii
Parafia w Kamionce pierwszy raz została utworzona II połowie XIV wieku. Wymieniona została w Spisie Świętopietrza z 1373 roku, jako płacąca daninę dla papieża w Awinionie. W późniejszych latach, prawdopodobnie z powodu niezamożności parafian, parafia została zniesiona a jej teren przyłączony do parafii w Ujanowicach.
W 1870 rozpoczęto starania o ponowne usamodzielnienie placówki parafialnej. Początkowo w Kamionce funkcjonowała ekspozytura, w której na stałe urzędował kapłan. Ostatecznie 1 maja 1925 biskup Leon Wałęga ponownie erygował parafię.

## Kościoły

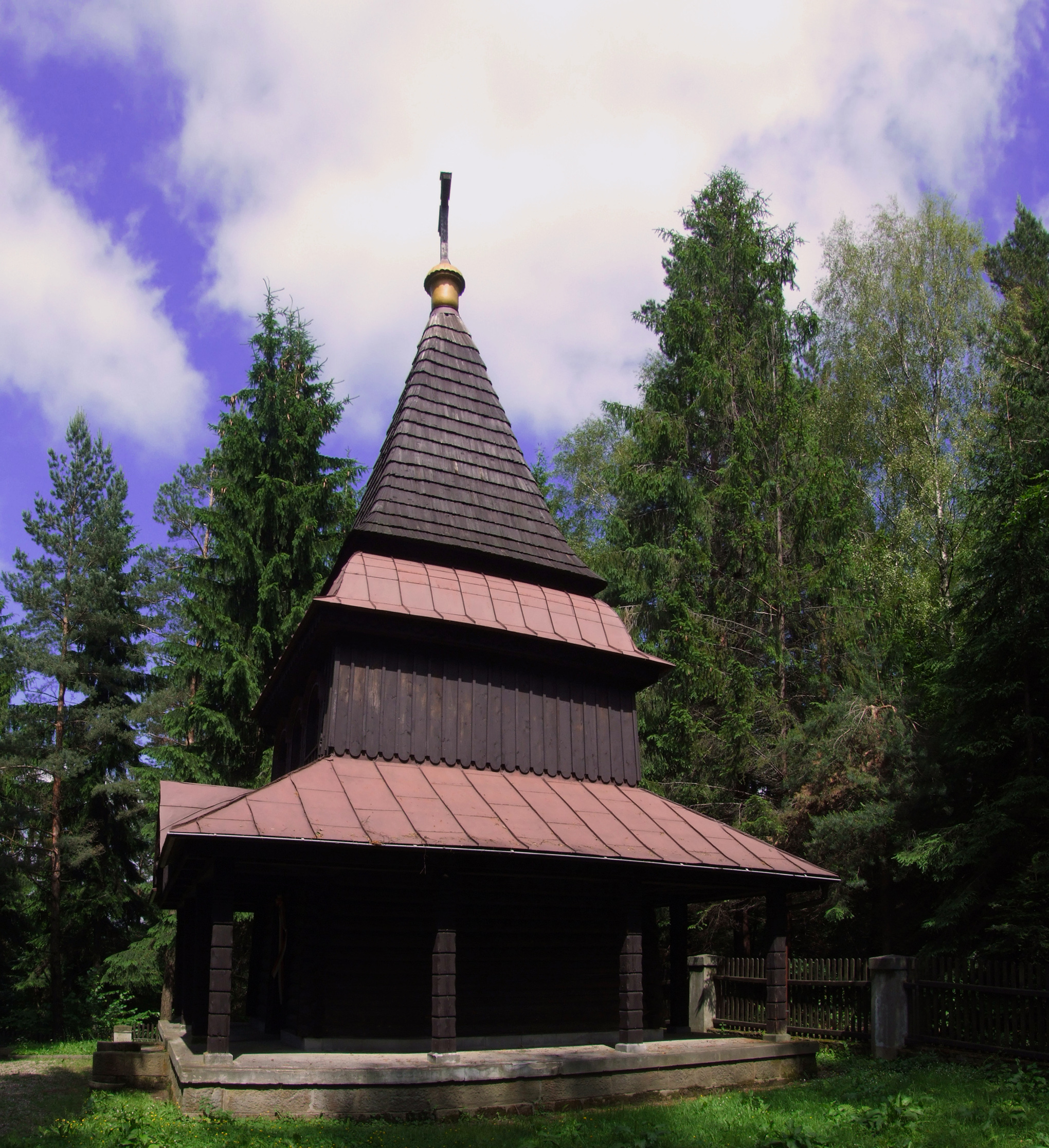
Kaplica na Jarząbce

Funkcję kościoła parafialnego w Kamionce Małej pełni zabytkowy drewniany kościół pw. św. Katarzyny.
Ponadto parafia administruje jeszcze dwiema kaplicami:
- zabytkową drewnianą kaplicą na Jarząbce, znajdującą się na terenie cmentarza z czasów I wojny światowej. Jest to obiekt drewniany, częściowo kryty blachą a częściowo drewnem, zwieńczony żelaznym krzyżem. Wewnątrz znajduje się niewielki, prosty ołtarz, nad którym wisi drewniany krucyfiks[2].
- kamienną kaplicą pw. Matki Boskiej Szkaplerznej na osiedlu Maliniska - z charakterystycznym gotyckim portalem, nad którym znajduje się niewielka rozeta. Odpust w tej kaplicy obchodzony jest 16 lipca[2].